# Hegedűs Róbert Illa
Hegedűs Róbert (Illa) (Budapest, 1970.10.08. –)  zen-buddhista tanító, a magyarországi buddhizmus jeles szellemi képviselője, a Tan Kapuja Zen Közösség alapítója és volt vezetője, a Tan Kapuja Buddhista Egyház és Főiskola alapítója és tanítója, Gnosztikus Zen meditációs tanító.

## Szellemi élete
Óbudán, Aquincum közelében nőtt fel. Már egész kicsi gyermekként kutatott filozófiai kérdések után. Óvodás korában kezdett el önmagától imádkozni az Atyjához, a Teremtőhöz. Iskolásként paradox kérdéseket tett fel magának, hogy megállítsa a tudatát. Sokáig nem evett húst és 17 évesen vegetáriánus lett, hogy védje az élőlényeket.
A filozófia, a világ minden vallása és szellemi irányzata érdekelte, ezért különféle filozófiai és szellemi tartalmú könyveket olvasott.
Akkoriban Magyarországon a keleti tanokkal nagyon kevesen foglalkoztak, ezért azt támogatni szerette volna amikor a 80-as évek közepén,15 évesen csatlakozott a Hetényi Ernő által alapított Buddhista Misszióhoz, ott hagyományos és tibeti buddhizmust gyakorolt, és a Loszang Szöpa nevet kapta meg. 
A 80-as évek végén, 19 évesen kezdett el zen buddhizmussal foglalkozni, majd találkozott Hörcher Péterrel és Dobosy Antallal, akikkel együtt folytatta a zen gyakorlást az akkoriban alakult magyarországi Kwan Um Zen iskolában, ahol a Jik Muk nevet kapta.
Érettségi után a kötelező katonai szolgálatot megtagadta, az erőszak és fegyverhasználat minden formáját elutasította. A Kőrösi Csoma Sándor Buddhológia Intézetben tanult, majd a Tan Kapuja Buddhista Főiskola legelső évfolyamán diplomázott 1995-ben, ahol közel két évtizeden át tanított. Zen meditációs gyakorlatokat és visszavonulásokat vezetett, illetve zen szemináriumokat tartott a nappali-, esti és hétvégi hallgatóknak egyaránt. A buddhista főiskolából való távozásáig Dobosy Antallal együtt vezették a Tan Kapuja Zen közösséget, aki verset írt neki, és több mint barátsággal méltatta Őt - Ki utánam jő című versében.
Gyermekkori barátja Szigeti György volt, akivel 6 éves kora óta ismerték egymást, és együtt járták a szellemi utat. Sokat beszélgettek, játszottak, meditáltak, elvonultak, közösen alapították a Zen Tükör magazint és létrehozták a zen.hu weboldalt. Szigeti György szintén zen buddhista tanító lett, számtalan zen témájú könyvet dolgozott fel és fordított le. Legfontosabb szellemi tartalmú könyveit Tőle kapta, többek között Buddhára és Hamvas Bélára is Ő hívta fel a figyelmét a 80-as években.
2005-ben találkozott jegyesével, Éri Anitával, aki a tanítványa lett, és négy gyermekük született.

### Illa, a név
Elmondása szerint 27 éves korában több évre visszavonult meditálni, ahol az Atyja, a Teremtő szellemileg adta át neki az emberiség bűnét, később megkapta a teljes apokalipszist, illetve látomásban emlékeztette Őt a valódi nevére, Illa.

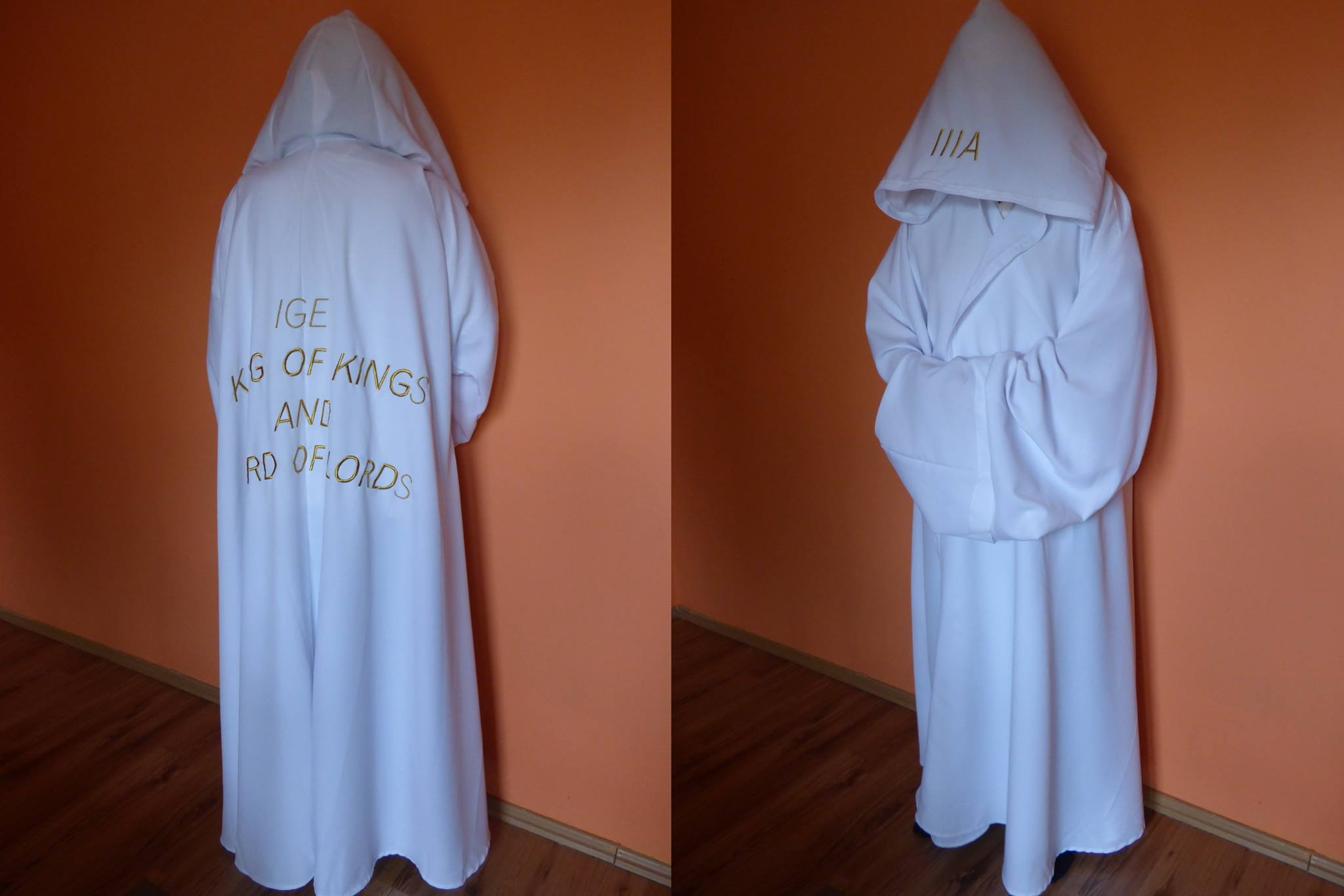
Krisztus köpenye a Jelenések Könyve szerint, 2016

## Tan Kapuja Buddhista Egyház
2008-ban Mireisz László, a Tan Kapuja Buddhista Egyház vezetője személyesen ajánlotta fel Hegedűs Róbertnek (Illa), hogy legyen ő a Tan Kapuja Buddhista Egyház vezetője. Hegedűs Róbert (Illa) ekkor csendben maradt és elkezdett elmélkedni azon, hogy mit válaszoljon az egyházvezető szavaira. Több mint egy évtized után megtalálta a jó választ, ezért 2022-ben átadta az Éli Szútrát Agócs Tamás buddhológusnak, és felkérte, hogy Ő legyen a Tan Kapuja Buddhista Egyház vezetője. Agócs Tamás elfogadta a felkérést.

## Eljárás és per
2017-ben a dél-koreai nagykövetség és a magyar hatóság eljárást indított Hegedűs Róbert (Illa) és jegyese Éri Anita ellen, koreai újraegyesítési útjuk, tanításuk, Facebook oldaluk miatt. Az eljárás következményeként lezajlott 2.K.27.911/2018/9 számú perben Hegedűs Róbert (Illa) élőszóban erősítette meg a bírónak, hogy Ő a Krisztus. 2021 végén már Krisztusként tett nyilatkozatot a magyar bíróság és az amerikai nagykövetség felé.

## Gnosztikus Zen
A Gnosztikus Zen középpontjában igaz önmagunk megismerése, az örök élet, a Teremtő Szelleme áll. Azt tanítja, hogy nem az írásokra kell támaszkodni elsősorban, hanem a Teremtő Szellemével kell eggyé válni, aki maga az igazság, az élet. A Teremtő Szellemével való eggyé válás gyakorlata az elmélkedés, vagyis a meditáció, a Zen. Részletek a tanításából: Válj eggyé a Nirvánával, ez Buddha meditációja, válj eggyé a Teremtő Szellemével, ez Krisztus meditációja. Mi a Zen? - A Zen nem buddhizmus. A Zen élet, a Zen szellem. A Zen a Teremtő Szelleme - a Nagy Szellem, a Szent Szellem. Atyám, a Teremtő az egyetlen Zen Mester. Csak válj eggyé a Teremtő Szellemével - ez a Zen. Csak haladd meg a sötétséget, a bűnt - ami benned van. Érd el a valódi elmédet - az élő örök fényt. Válj eggyé a Teremtő Szellemével - a Szent Szellemmel. Ments meg minden élőlényt - az élő Földet. Az ember útja - A zen útja (1 0 ∞). A formából az ürességbe - az ürességből a fénybe. Az egyből (1) a nullába (0) - a nullából (0) a végtelenbe (∞). Hogyan érheted el az örök életet? Legyél üresség, és akkor semmi nem marad, csak az elme. Az elme pedig élet, és az élet örök fény.

## Illa 7 Fogadalma
A szenvedő lények számtalanok, fogadom, hogy mindnek segítségére leszek.
A szenvedélyek kötelékei sokfélék, fogadom, hogy mindtől megszabadulok.
A tanítások sokrétűek, fogadom, hogy mindet megismerem.
Az út az igazság és az élet, fogadom, hogy végigjárom.
Az elme örök fény, fogadom, hogy megvilágosodom.
Az ige igaz, fogadom, hogy igesigülök.
A teremtő szelleme, Alpha és Omega él, fogadom, hogy eggyé válok vele.

## Jelenlegi élete
A főiskolán való tanítás hátrahagyását követően családjával vándorló életet él, folyamatosan tanít, így alapította meg a Gnosztikus Zen Iskolát, és tanításait az interneten keresztül osztja meg a Facebook közösségi oldalon ahol 2015 óta János Jelenések Könyve szerint tanítja az Apokalipszist és betölti Krisztus második eljövetelét. 2022-ben írta meg az Éli Szútrát válaszul Buddhának a Szív Szútrára, kinyilatkoztatta az emberiség eredeti államformáját, a logokráciát, és annak alapjait több tanításban fektette le a Facebookon.
További elérhető írásai az interneten: